# 日行跡

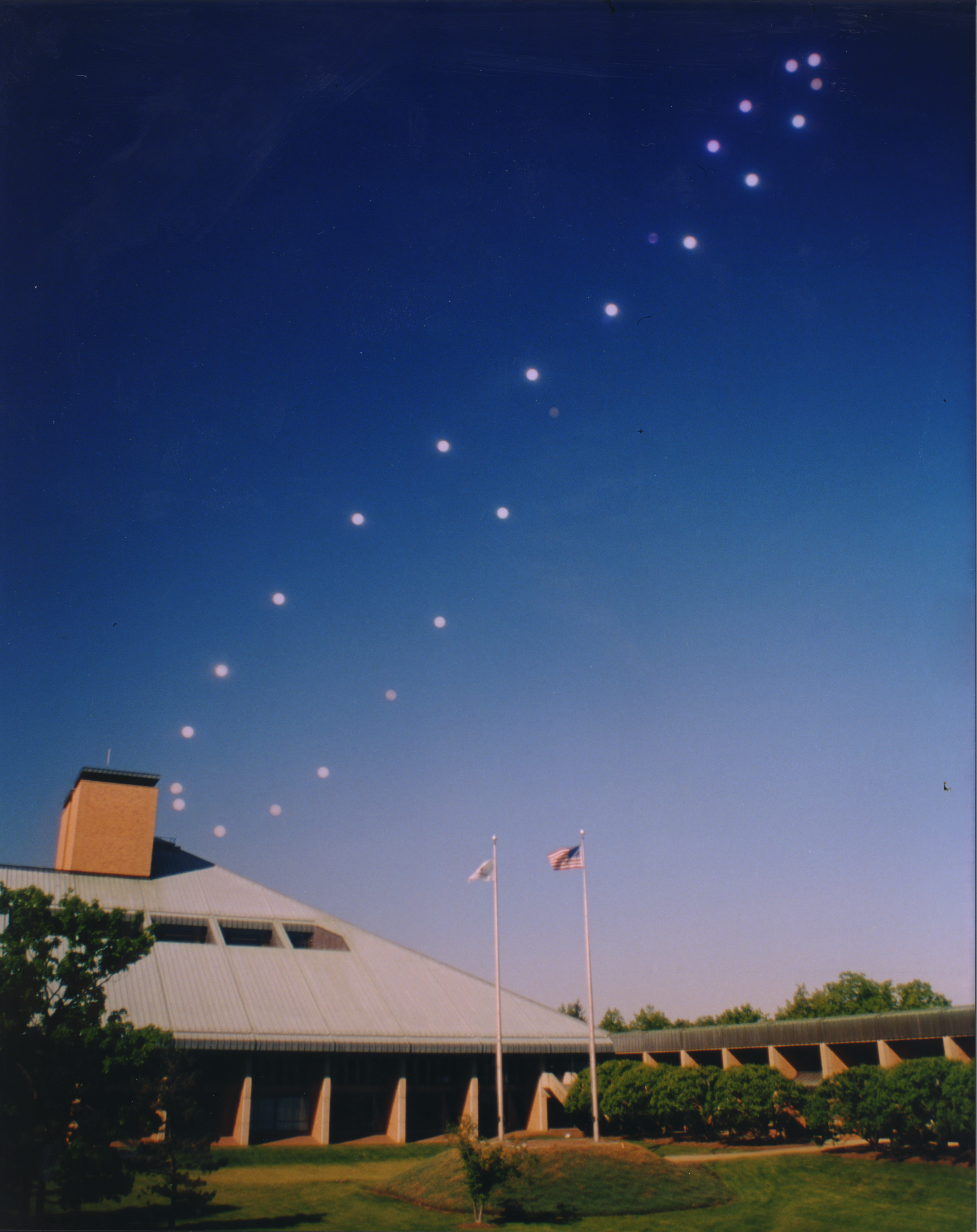
於美國新澤西州的貝爾實驗室外拍攝到的日行跡，攝於1998至1999年，由多張在不同日期拍攝的影像疊合而成。由於日行跡是用以顯示在一年不同日子的同時間下，太陽在天空中的位置差異，因此拍攝這種現象都需要花上約莫一年的時間。

在天文學上，日行跡（Analemma，发音为/ˌænəˈlɛmə/，希臘語意為日晷的底座）是在天球上的一條曲線，用來表示觀測者在某一天體上觀測另一個天體（通常是太陽）在觀測者所在天體的天球赤道上平均位置與實際位置之間的角偏差。例如我們知道地球的會合日（Synodic day）接近二十四小時，可藉著在一整年中每天相同的時間標定太陽在天球上的位置繪出日行跡。最後繪出的日行跡曲線是阿拉伯數字8的形狀。這條曲線通常可以畫在地球儀上，通常是在唯一熱帶地區很少陸地的東太平洋地區最有可能繪出。雖然拍攝下日行跡是相當具有挑戰性的，但只要藉著將相機放在固定位置一整年並以24小時（或其倍數）的間隔拍攝一次，仍然可能拍攝成功。

## 影響日行跡形狀的因素

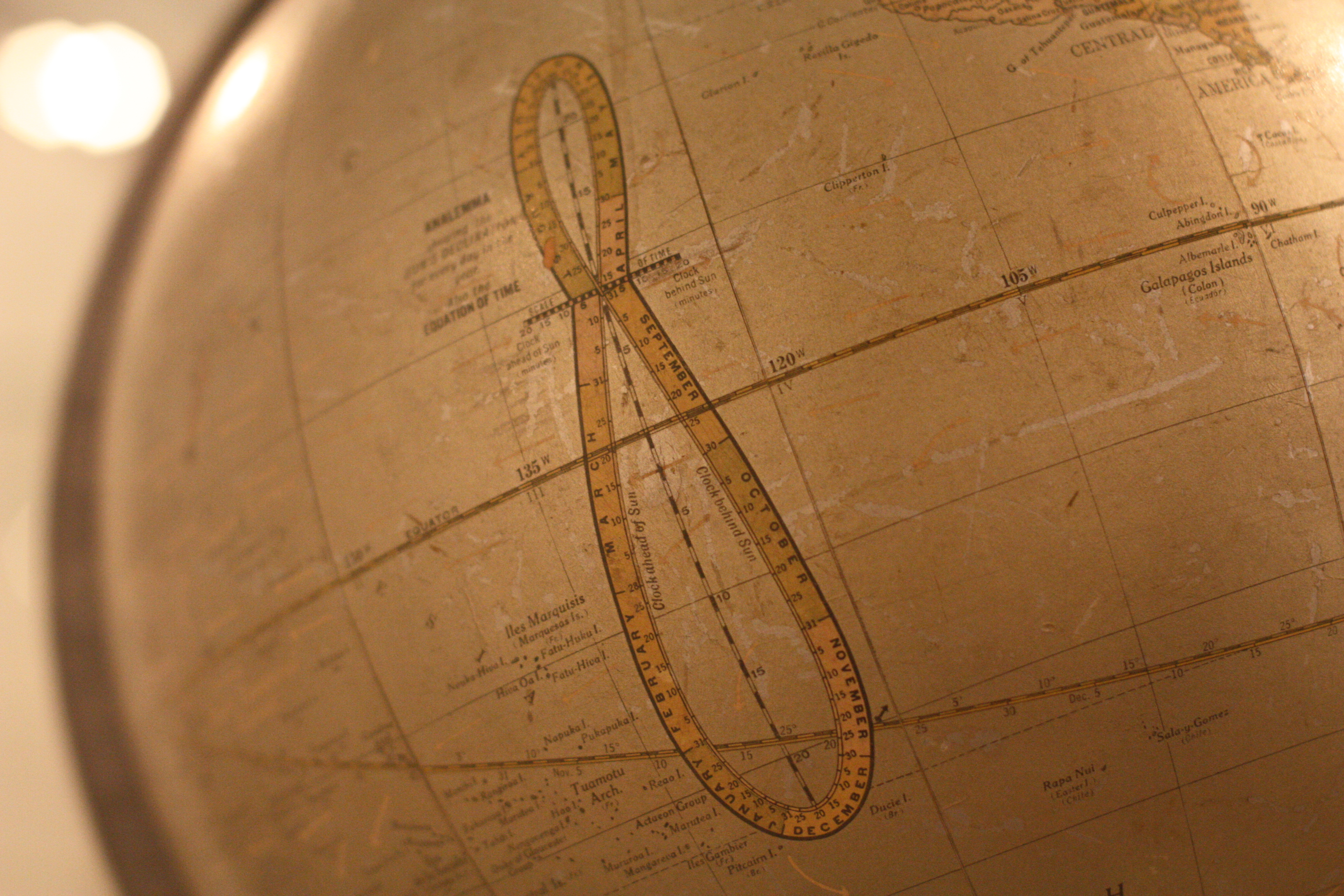
地球儀上的日行跡，攝於維也納地球儀博物館。

有三個因素會影響日行跡的大小和形狀：轉軸傾角、軌道離心率以及至點的線和拱線（Apse line）交角。對於有完美圓型軌道和轉軸無傾角的天體而言，一年中太陽總是在每天同一時間位於同一地點，因此日行跡將會是一個點。而有圓型軌道但轉軸有傾斜角的天體，其日行跡是阿拉伯數字8的形狀，且北半部的圈和南半部的圈尺寸相等。橢圓型軌道但轉軸無傾角的天體，則是沿著赤道的東西向直線。
日行跡南北向的部份則是其赤纬，也就是太陽直射的緯度。東西向的部份則是均時差，是太陽日和地方平時的差值。這可以解釋為什麼太陽的速度和時鐘時間相比會時「快」時「慢」。
包含日全食影像的日行跡則被稱為Tutulemma，是由天文攝影師創造出的術語，由土耳其語的日食（土耳其語：tutulma，直译为“被拿、被抓”）和analemma混成。

## 地球的日行跡

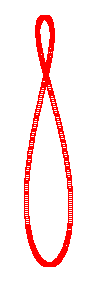
地球的北半球觀測到的日行跡，地平緯度和地平經度比例相同

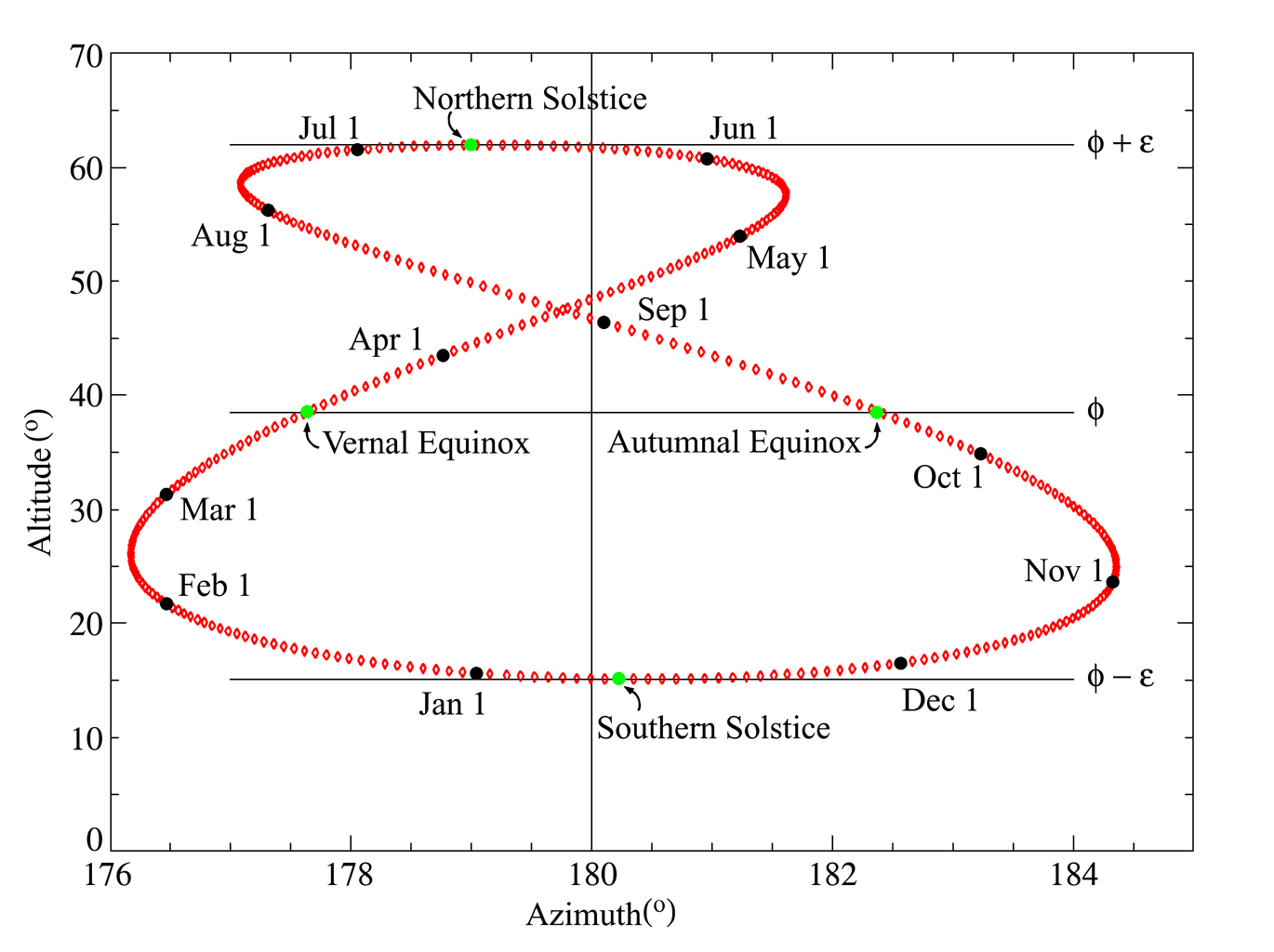
地球的日行跡

因為地球自轉軸有傾斜角度 (23.439°) 和公轉軌道是橢圓形，太陽在地平線上每天同一時間觀測的相對位置並不相同。取決於觀測者的所在緯度，日行跡的圈會以不同角度傾斜。
左邊的圖示在地球北半球觀測到的日行跡範例。這圖是英國格林尼治天文台（緯度 51.4791°N、經度 0°）在2006年期間每天中午12:00觀測太陽位置的結果。水平軸是方位角，單位是角度（180°是對著南方）。垂直軸則是仰角，也就是地平線上太陽位置和地平線的角度差，單位是角度。每個月的第一天是黑色的，至點和分點則是綠色。這裡可看到分點是位在仰角φ = 90° − 51.4791° = 38.5209°，至點則是在仰角φ ± ε，ε 是地球的轉軸傾角 23.439°。該圖的寬度部分大幅放大，可看出日行跡的形狀是稍微不對稱的（這是因為地球軌道的拱點和兩個至點之間有兩星期的差異）。
日行跡向東的循環圈較小，向北的則較大。
請參見均時差以進一步了解日行跡東西向的特性。

## 拍攝地球的日行跡
第一張日行跡照片是在1978年和1979年由住在美國新英格蘭的業餘天文學家丹尼斯·迪希科（Dennis di Cicco）拍攝。迪西科在同一個地點以加裝太陽濾鏡的照相機在一張底片上連續曝光44次。該照片前景中的一間房子顯示該照片是用整年時間拍攝。在這之後大多數天文攝影家都以單一前景疊加多張太陽影像合成日行跡照片。

## 其他行星的日行跡

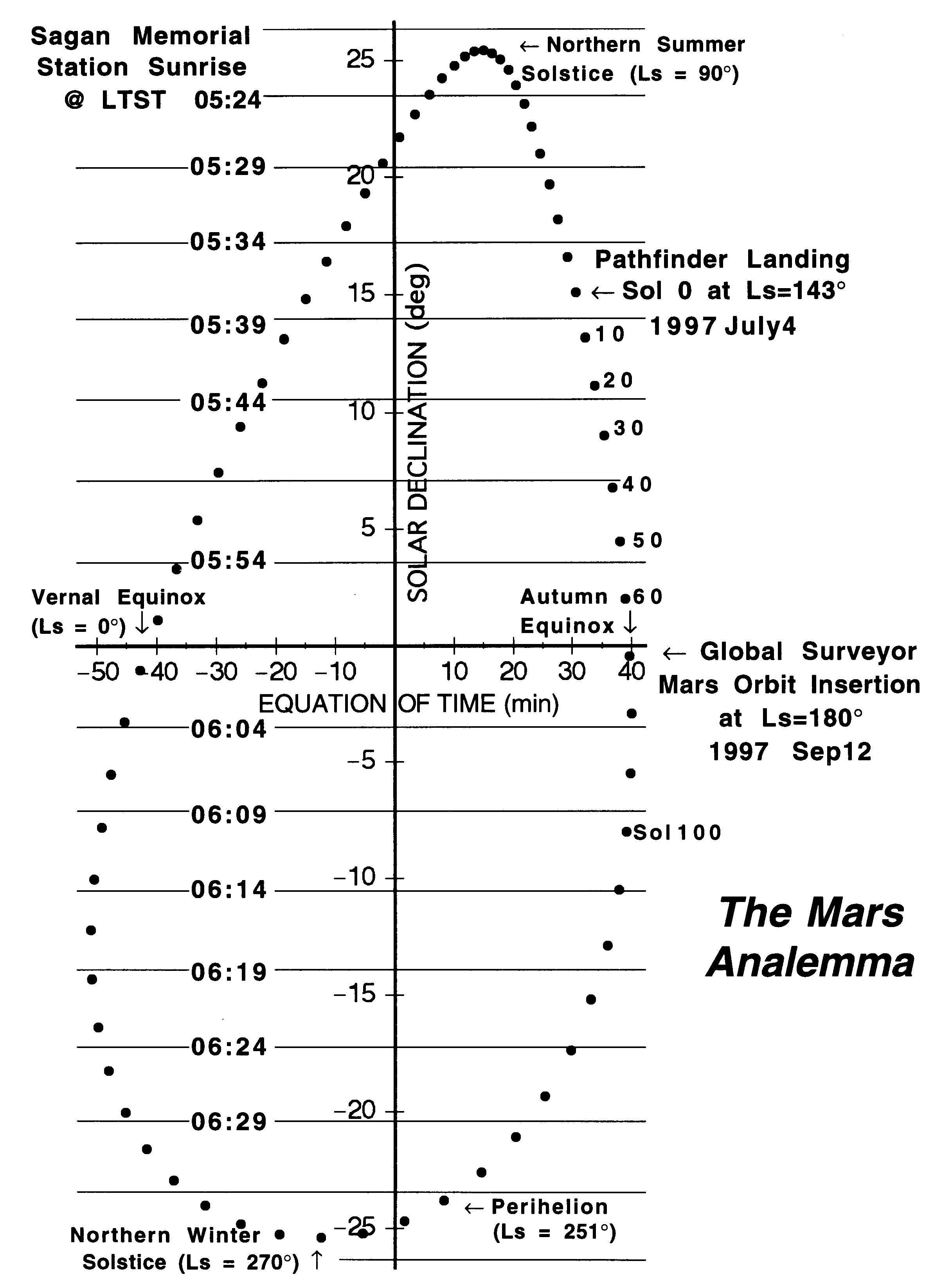
火星上的日行跡

地球上的日行跡是阿拉伯數字8的形狀，但在其他太陽系天體上則可能不同，這是因為每個天體自己的自轉軸傾斜角度和公轉軌道形狀不同的緣故。
以下列表中的「日」和「年」是指各天體自己的朔望日和恆星年：
- 水星：轨道共振造成一個水星日相當於兩個水星年，在地球上每天同一時間觀測太陽位置標定的方式只會畫出一個點；但可算出一年中任一時候的均時差，仍可畫出日行跡。最後會畫出一個東西向接近直線的日行跡。
- 金星：因為金星上的一年稍微少於兩個金星日，必須拍攝數年影像完成整個日行跡。形狀是橢圓形。
- 火星：淚滴狀
- 木星：橢圓形
- 土星：嚴格地說是阿拉伯數字8的形狀，但北方的循環圈很小，因此相當接近淚滴狀。
- 天王星：阿拉伯數字8的形狀
- 海王星：阿拉伯數字8的形狀
- 冥王星：阿拉伯數字8的形狀

## 外部連結
- 太陽軌跡8字型 天文迷拍1年 （页面存档备份，存于）
- Analemma Series from Sunrise to Sunset （页面存档备份，存于）
- Earth Science Photo of the Day （页面存档备份，存于） (2005-01-22)
- The Equation of Time and the Analemma — by Kieron Taylor
- The Use of the Analemma （页面存档备份，存于） — from an inset from Bowles's New and Accurate Map of the World (1780)
- Figure-Eight in the Sky （页面存档备份，存于） — contains link to a C program using a more accurate formula than most (particularly at high inclinations and eccentricities)
- The Analemma for Latitudinally-Challenged People — explains rising and setting analemmas as viewed from different latitudes and provides more depth on analemma.
- Analemma.com （页面存档备份，存于） — dedicated to the analemma.
- Calculate and Chart the Analemma — a web site offered by a Fairfax County Public Schools planetarium that describes the analemma and also offers a downloadable spreadsheet that allows the user to experiment with analemmas of varying shapes.
- Analemma Sundial Applet （页面存档备份，存于） — includes lots of reference charts.
- Analemmas （页面存档备份，存于） — by Stephen Wolfram based on a program by Michael Trott, Wolfram Demonstrations Project.
- Analemma in Verse （页面存档备份，存于） by Tad Dunne

- Astronomy Picture of the Day
  - 2002-07-09 （页面存档备份，存于） — Analemma
  - 2003-03-20 （页面存档备份，存于） — Sunrise Analemma
  - 2004-06-21 （页面存档备份，存于） — Analemma over Ancient Nemea
  - 2005-07-13 （页面存档备份，存于） — Analemma of the Moon
  - 2006-12-23 （页面存档备份，存于） — Analemma over the Temple of Olympian Zeus
  - 2006-12-30 （页面存档备份，存于） — Martian Analemma at Sagan Memorial Station (simulated)
  - 2007-06-17 （页面存档备份，存于） — Analemma over Ukraine
  - 2007-12-04 （页面存档备份，存于） — Analemma over New Jersey (movie)
  - 2008-12-21 （页面存档备份，存于） — Analemma over the Porch of Maidens
  - 2009-12-20 （页面存档备份，存于） — Tutulemma: Solar Eclipse Analemma
  - 2010-12-31 （页面存档备份，存于） — Analemma 2010
  - 2012-09-20 Archive.today的存檔，存档日期2014-07-25 — Sunrise Analemma (with a little extra)
  - 2013-10-14 Archive.today的存檔，存档日期2014-07-25 — High Noon Analemma Over Azerbaijan
  - 2014-03-20 Archive.today的存檔，存档日期2014-09-22 — Solargraphy Analemma